# ساروجة (تشناران)
ساروجة (بالفارسية: ساروجه) هي قرية تقع في قسم تشناران الريفي (مقاطعة تشناران) في إيران. يقدر عدد سكانها بـ 45 نسمة بحسب إحصاء 2016.